# Белый Поток (село)
Бе́лый Пото́к (укр. Білий Потік) — село в Белобожницкой сельской общине Чортковского района Тернопольской области Украины.
Расположено на берегах реки Белый Поток (Белая, правый приток Серета, бассейн Днестра), в 14 км от районного центра и 5 км от ближайшей железнодорожной станции Белобожница.
Население по переписи 2018 года составляло 262 человек. Почтовый индекс — 48509. Телефонный код — 3552.